# Park Narodowy Chichibu-Tama-Kai
Park Narodowy Chichibu-Tama-Kai (jap. 秩父多摩甲斐国立公園 Chichibu-Tama-Kai Kokuritsu Kōen) – obejmuje ponad 1250 km² pokrytych lasami gór, dolin i wiejskich osad na terenie japońskich prefektur: Yamanashi, Saitama, Nagano i Tokio. Największa atrakcja parku to przełom Shōsen-kyō rzeki Ara-kawa.